# Albtal-Verkehrs-Gesellschaft

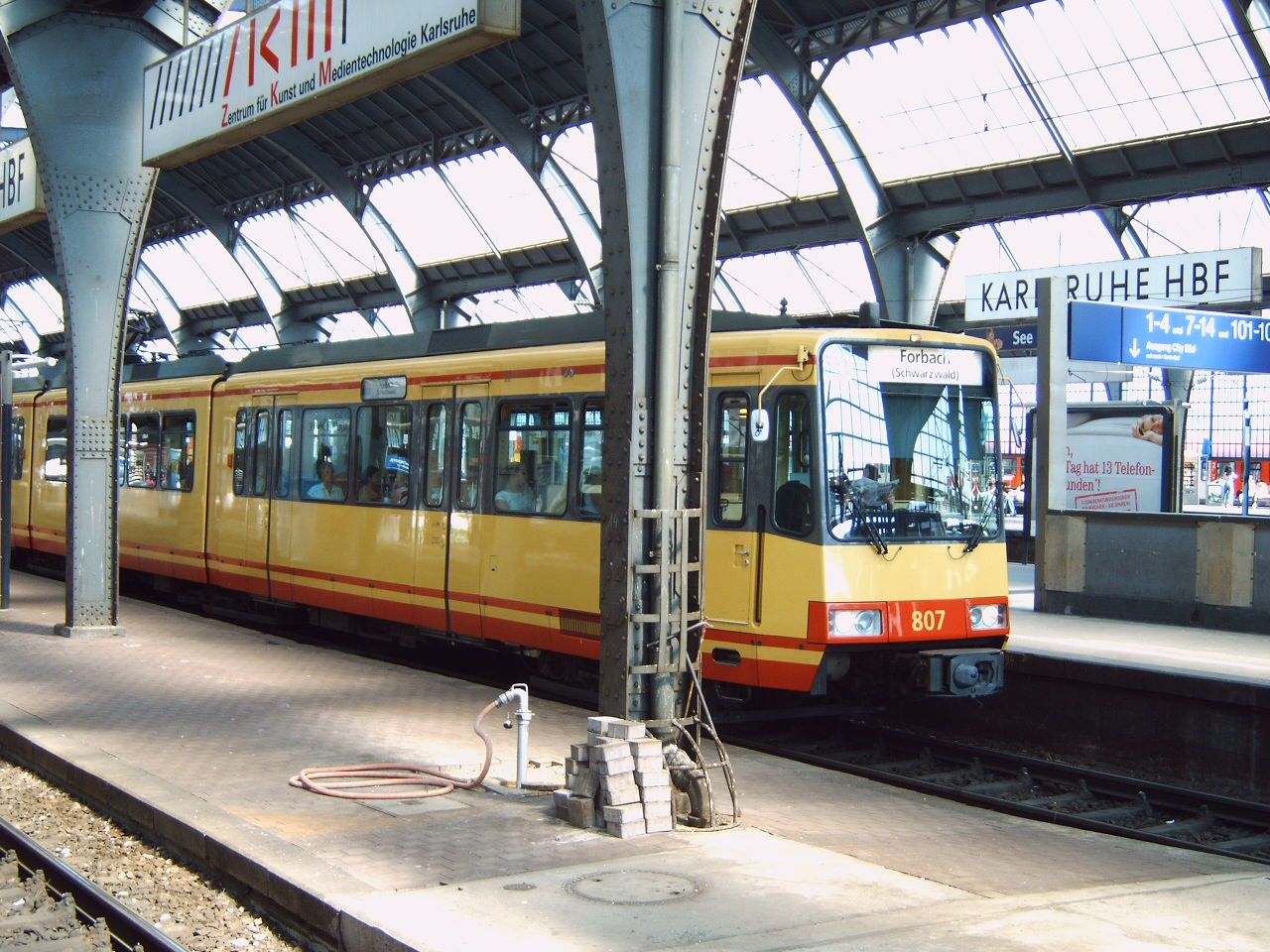
Wagon typu GT8-100C/2S na dworcu głównym w Karlsruhe

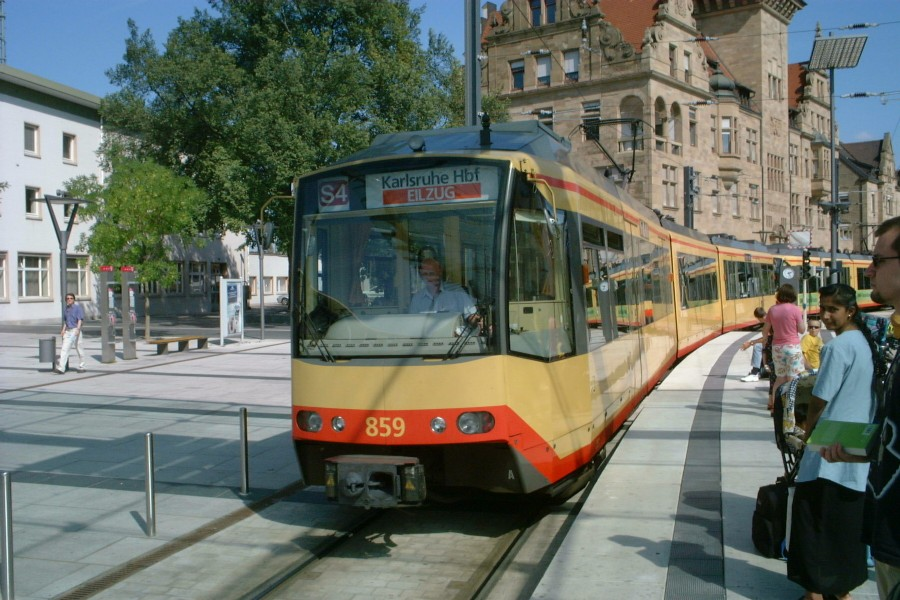
Wagon typu GT8-100D/2SN na ulicach Heilbronnu

Albtal-Verkehrs-Gesellschaft mbH, AVG (pol. Spółka Transportowa Doliny Alb) – niemieckie przedsiębiorstwo kolejowe działające w Badenii-Wirtembergii i Nadrenii-Palatynacie, założone w 1957 r. dla prowadzenia przewozów na Albtalbahn i pozostające w wyłącznej własności miasta Karlsruhe.
Obecnie AVG prowadzi także (od 1994) przewozy tramwajami dwusystemowymi na torach Deutsche Bahn, podczas gdy linie tramwaju miejskiego (oraz jedna linia podmiejska – S2) leżą w gestii Verkehrsbetriebe Karlsruhe.

## Działalność
Albtalbahn została zbudowana w l. 1896-1898 jako wąskotorowa (1000 mm) linia kolejowa łącząca dworzec główny w Karlsruhe, poprzez Rüppürr z Ettlingen, a dalej rozwidlająca się w Neurod w kierunku Bad Herrenalb (doliną Alby) i w kierunku Pforzheim (krętą trasą przez Langensteinbach i Ittersbach). Już w początku XX wieku kolej została zelektryfikowana. Eksploatację prowadziła Badische Lokal-Eisenbahnen Aktien-Gesellschaft (BLEAG). W 1931 na skutek problemów finansowych w czasie wielkiego kryzysu odcinek z Ittersbach do Pforzheim został sprzedany miastu Pforzheim, a w 1968 zamknięty.
W 1932 r. spółka BLEAG ostatecznie ogłosiła upadłość, natomiast pozostałą w jej dyspozycji część Albtalbahn przejęło Deutsche Eisenbahn-Betriebsgesellschaft (DEBG). W 1957 r. miasto Karlsruhe wykupiło podupadłą kolejkę i stopniowo od 1957 do 1964 (dotarcie linii do Bad Herrenalb) przebudowało ją na linię normalnotorową, obsługiwaną przystosowanym taborem tramwajowym. W 1975 r. ukończono przebudowę odgałęzienia do Ittersbach.
Poza linią Albtalbahn AVG posiada lub dzierżawi kilka dalszych linii (Murgtalbahn, Enztalbahn, Kraichgaubahn), a na wielu liniach prowadzi ruch mieszany z Deutsche Bahn. Większa część linii obsługiwanych przez AVG leży na terenie związku komunikacyjnego Karlsruher Verkehrsverbund.

## Linie obsługiwane przez AVG
| Linia | Przebieg |
| ----- | --- |
| S1    | Hochstetten – Eggenstein-Leopoldshafen – Karlsruhe – Ettlingen – Bad Herrenalb |
| S11   | Hochstetten – Eggenstein-Leopoldshafen – Karlsruhe – Ettlingen – Waldbronn – Langensteinbach – Ittersbach                                                                               |
| S31   | Odenheim – Bruchsal – Karlsruhe – Ettlingen West – Rastatt – Forbach (Schwarzwald) – Baiersbronn – Freudenstadt                                                                         |
| S32   | Menzingen (Baden) – Bruchsal – Karlsruhe – Ettlingen West – Rastatt – Baden-Baden – Achern                                                                                              |
| S4    | Öhringen – Heilbronn – Eppingen – Bretten – Karlsruhe – Durmersheim – Rastatt – Baden-Baden – Achern                                                                                    |
| S41   | Karlsruhe Tullastraße – Karlsruhe Bahnhofsvorplatz – Durmersheim – Rastatt – Gaggenau – Gernsbach – Forbach (Schwarzwald) – Baiersbronn – Freudenstadt – Eutingen im Gäu (– Herrenberg) |
| S 41  | Heilbronn Hauptbahnhof/Willy-Brandt-Platz – Heilbronn Technisches Schulzentrum – Neckarsulm – Bad Friedrichshall – Mosbach Bahnhof                                                      |
| S42   | Heilbronn Hauptbahnhof/Willy-Brandt-Platz – Heilbronn Technisches Schulzentrum – Neckarsulm – Bad Friedrichshall – Sinsheim Hauptbahnhof                                                |
| S5    | Bietigheim-Bissingen – Vaihingen (Enz) – Mühlacker – Pforzheim – Remchingen – Pfinztal – Karlsruhe – Wörth-Dorschberg                                                                   |
| S51   | Germersheim – Sondernheim – Bellheim – Rülzheim – Rheinzabern – Jockgrim – Wörth am Rhein – Karlsruhe West – Karlsruhe Albtalbahnhof                                                    |
| S52   | Germersheim – Sondernheim – Bellheim – Rülzheim – Rheinzabern – Jockgrim – Wörth am Rhein – Karlsruhe Entenfang – Karlsruhe Marktplatz                                                  |
| S6    | Pforzheim – Neuenbürg – Bad Wildbad |
| S9    | Bruchsal – Bretten – Maulbronn West – Mühlacker |

## Tabor AVG
| Typy wagonów jednosystemowych    | Typy wagonów jednosystemowych | Typy wagonów jednosystemowych | Typy wagonów jednosystemowych               |
| -------------------------------- | ----------------------------- | ----------------------------- | ------------------------------------------- |
| GT6-80C                          | 1983/84                       | Nr 501-520                    | Dwuczłonowe                                 |
| GT8-80C                          | 1987                          | Nr 571-580                    | Sekcja środkowa z drzwiami wstawiona w 1993 |
| GT8-80C                          | 1987                          | Nr 581-590                    | Sekcja środkowa z drzwiami wstawiona w 1997 |
| GT8-80C                          | 1989                          | Nr 551-555                    | Sekcja panoramiczna                         |
| GT8-80C                          | 1989                          | Nr 556-560                    | Sekcja panoramiczna wstawiona w 1990        |
| GT8-80C                          | 1991                          | Nr 561-570                    | Sekcja środkowa z drzwiami                  |
| Typy wagonów dwusystemowych      |                               |                               |                                             |
| GT8-100C/2S (wysokopodłogowe)    | 1991                          | Nr 801-810                    |                                             |
| GT8-100C/2S (wysokopodłogowe)    | 1994                          | Nr 811-836                    |                                             |
| GT8-100D/2S-M (średniopodłogowe) | 1997                          | Nr 837-844                    |                                             |
| GT8-100D/2S-M (średniopodłogowe) | 1997                          | Nr 845-848                    | Sekcja środkowa z bistro                    |
| GT8-100D/2S-M (średniopodłogowe) | 1997-2003                     | Nr 848-899                    |                                             |
| GT8-100D/2S-M (średniopodłogowe) | 2004-06                       | Nr 900-922                    | Sekcja środkowa z toaletą                   |